# Seweryn Kruszyński

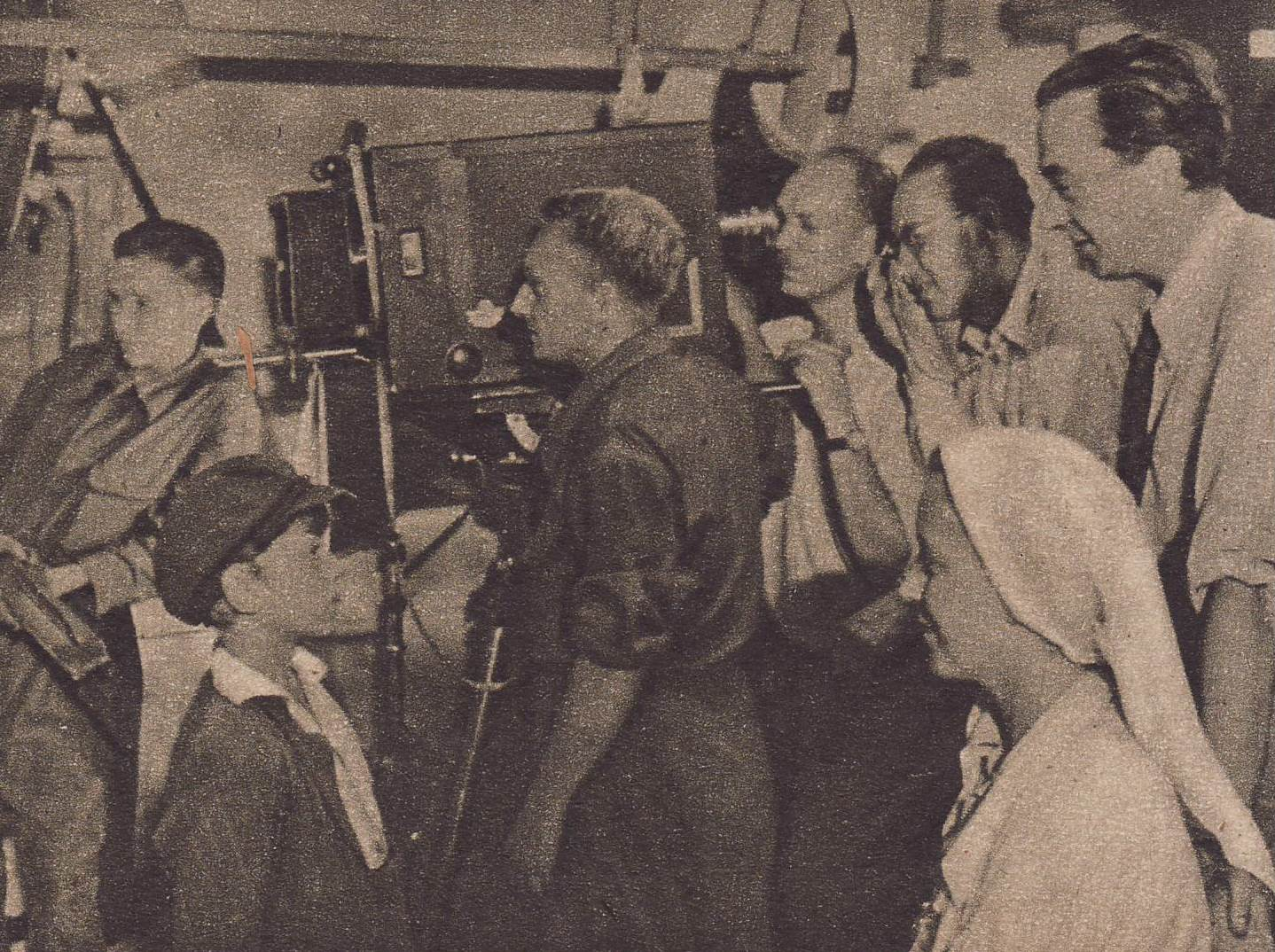
Krystyna Swinarska, Eugeniusz Cękalski, Stanisław Wohl, Seweryn Kruszyński i Tadeusz Owczarek podczas kręcenia filmu Jasne łany, 1947

Seweryn Kruszyński (ur. 12 czerwca 1911 w Monastyrku, zm. 25 września 1993) – polski operator filmowy.
W latach 1934–1939 pracował jako asystent operatora w wytwórniach filmowych „Sfinks” i „Falanga”. Podczas okupacji niemieckiej szkolił się w konspiracyjnym Referacie Foto-Filmowym wydziału Propagandy Mobilizacyjnej. Filmował walki powstania warszawskiego jako operator Biura Informacji i Propagandy Armii Krajowej.
Zdjęcia jego autorstwa znalazły się w filmie Powstanie Warszawskie (2014) - został za nie pośmiertnie nominowany do Polskiej Nagrody Filmowej w 2015.
W 2020 odznaczony pośmiertnie Krzyżem Oficerskim Orderu Odrodzenia Polski.

## Wybrana filmografia
- 1949: Skarb
- 1949: Za wami pójdą inni
- 1953: Przygoda na Mariensztacie
- 1955: Sprawa pilota Maresza
- 1957: Deszczowy lipiec
- 1958: Orzeł
- 1959: Cafe pod Minogą